# Schizolaena raymondii
Schizolaena raymondii là một loài thực vật có hoa trong họ Sarcolaenaceae. Loài này được Lowry & Rabeh. mô tả khoa học đầu tiên năm 2006.